# Stijn Vlaminck
Pour les personnes ayant le même patronyme, voir Vlaminck.
Stijn Vlaminck (né le 9 mars 1979) est un joueur de football belge, qui évoluait comme milieu défensif. Il a arrêté sa carrière en 2007 à seulement 28 ans, ne parvenant plus à décrocher un contrat professionnel.